# 在日モルドバ人
在日モルドバ人（ざいにちモルドバじん）は、日本に一定期間在住するモルドバ国籍の人々である。

## 統計
日本の法務省の在留外国人統計によると、2018年6月末時点で在日モルドバ人は165人である。
在留資格別（3位まで）
| 順位 | 在留資格         | 人数 |
| ---- | ---------------- | ---- |
| 1    | 永住者           | 69   |
| 2    | 日本人の配偶者等 | 40   |
| 3    | 定住者           | 17   |

都道府県別（3位まで）
| 順位 | 都道府県 | 人数 |
| ---- | -------- | ---- |
| 1    | 東京     | 43   |
| 2    | 神奈川   | 22   |
| 3    | 愛知     | 15   |

## 著名人
- アンドレイ・ポポフ - 静岡県立大学の附属機関である「広域ヨーロッパ研究センター」に客員研究員として所属。
- コーネリア・ロマン - 日本在住の外国人タレント。
- 遠藤エレナ - 通訳者・モデレーター。元・在日モルドバ大使館職員。日本のワイン業界において幅広く活動している。在日帰化人である。